# Saint-Germain-d'Étables

Saint-Germain-d'Étables este o comună în departamentul Seine-Maritime, Franța. În 1 ianuarie 2022 avea o populație de 235 de locuitori.